# Računalna animacija
Računalna animacija je animacija napravljena pomoću računala odnosno računalnih programa. Prve su rađene analognim sustavom. Današnje se animacije radi digitalno. 
Animacija može biti u dvjema dimenzijama, poput klasične crtane animacije i u trima dimenzijama, s jakom sugestijom voluminoznosti likova i okolnog prizora te njezinom gradiranom animacijom. Primjenjuje se u animiranom filmu (računalni film), za posebne efekte u igranim filmovima, za znanstvene i stručne analize poput športskih. 
Športašima je računalo i računalna grafika važno tehničko pomagalo u analizi kretnja športaša i kretnji športskih rekvizita (lopte, loptice, palica, štapova i dr.). Otkriva je li lopta pala na crtu ili izvan nje, je li prešla crtu ili nije. Animacijom se analizira pokrete, uči, vježba, demonstrira i proučava je li se nešto dogodilo ili nije.

## Vanjske poveznice
- IRB Ana Marija Komar: Računalna animacija na Webu
- FER Ana Marija Komar: Računalna animacija na Webu
- FER Računalna animacija